# Самуел Супрайен
Самуел Супрайен (на френски: Samuel Souprayen) е френски футболист, който играе на поста централен защитник. Състезател на Мелбърн Сити.

## Кариера
На 23 юли 2021 г. е обявен за ново попълнение на Ботев (Пловдив). Прави дебюта си ден по-късно при победата с 2–1 срещу Пирин (Благоевград).